# Raymond Chow
Raymond Chow Man-wai (Hongkong, 1927. október 8. – Hongkong, 2018. november 2.) hongkongi származású kínai filmproducer, a Golden Harvest filmstúdió alapítója. Dolgozott Bruce Lee-vel, Jackie Channel és számtalan más hongkongi hírességgel is.

## Élete és pályafutása
Pályafutását újságíróként kezdte, majd televíziós- és filmes producer lett. 1959-ben a Shaw Brothers Studióhoz szerződött. 1970-ben megalapította saját stúdióját, a Golden Harvestet, ami riválisa lett a Shaw testvérek cégének. A Golden Harvestnek az igazi lökést Bruce Lee filmjei adták meg, általuk vált ismert és elismert filmipari céggé. Számtalan Jackie Chan-filmnek is ő volt a producere. Többször kitüntették, 1996-ban Akihito japán császár is elismerte munkásságát: a Japán és Hongkong közötti kulturális és kereskedelmi kapcsolatok fejlesztéséért kapott elismerést.